# Graptoppia sundensis
Graptoppia sundensis är en kvalsterart som först beskrevs av Hammer 1979.  Graptoppia sundensis ingår i släktet Graptoppia och familjen Oppiidae.

## Underarter
Arten delas in i följande underarter:
- G. s. sundensis
- G. s. acuta